# Masaya (település)
Masaya város Nicaragua nyugatii részén, Managua központjától kb. 30 km-re délkeletre. Az azonos nevű, Masaya megye székhelye. Lakossága közel 140 ezer fő volt 2005-ben.
A város mellett nyugatra található a 635 méter magas, aktív Masaya-vulkán. Az 1772. évi kitöréséből származó lávamezőt keresztezi a Masaya-Managua főút. A vulkán lábánál található egy kis, szintén Masaya nevű tó.
Az alapító spanyolok közvetlenül a Masaya-tó magas partján építették fel első házaikat, Monimbo indián falu mellett, amely most Masaya egyik külvárosa, barriója. Az indiánok jelenléte ma is hozzátartozik Masayához, amely az indián kézműipar központja. Híresek a monimbói szőttesek és függőágyak, amelyeket pálmarostból készítenek.
A közeli Granadába vezető út tisztes távolságban kerüli el a Laguna de Ayopó-t, amely egy nagy vulkáni kráter mélyén keletkezett, több mint 200 méter mély tó. Népszerű turisztikai célpont; több szállóval a környékén.

## Turizmus
A város központjában a koloniális építészet emlékeiben gyönyörködhetünk. A La Asunción késő barokk stílusú templom 1833-ban készült, az Iglesia de San Juan (templom) homlokzata 1821-ben. A Masaya-tóra szép kilátás nyílik a kórház mellett művészien kiépített sétányról (malecón).

## Ünnepek
A városban évente több alkalommal rendeznek fiestát: 
- május elején a Fiesta de la Cruz
- augusztus közepén a Fiesta de la Asunción (Szűzanya mennybemenetele)
- szeptember végén az indiánok részvételével rendezett Szent Jeromos-ünnepséget (San Jerónimo)
- december 12-én a Guadalupei Szűz tiszteletére tartanak díszes körmenetet

## Nevezetes szülöttek
- Enrique Bolaños Geyer (* 1928), elnök 2002 és 2007 között

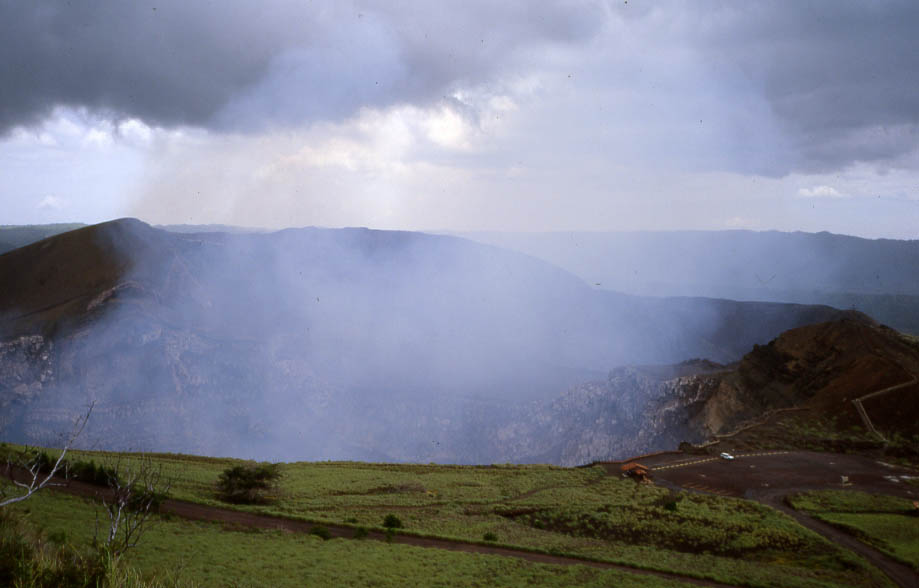
A Masaya-vulkán krátere. Jobboldalt lent egy autó áll.

- Manuel García Moia (* 1936), festő

## Fordítás
- Ez a szócikk részben vagy egészben  a   Masaya című spanyol Wikipédia-szócikk fordításán alapul.  Az eredeti cikk szerkesztőit annak laptörténete sorolja fel. Ez a jelzés csupán a megfogalmazás eredetét és a szerzői jogokat jelzi, nem szolgál a cikkben szereplő információk forrásmegjelöléseként.